# Gle Lampanah
Gle Lampanah är en kulle i Indonesien.   Den ligger i provinsen Aceh, i den västra delen av landet, 1 800 km nordväst om huvudstaden Jakarta. Toppen på Gle Lampanah är 73 meter över havet.
Terrängen runt Gle Lampanah är kuperad söderut, men norrut är den platt. Havet är nära Gle Lampanah åt nordost.